# Cicaré
Сикаре́ Хеликоптерос С.А. (исп. Cicaré Helicópteros S.A., изначально Cicaré Aeronáutica S.A.) — аргентинская компания, производитель вертолётов. Производственные мощности расположены в Аргентине.

## История

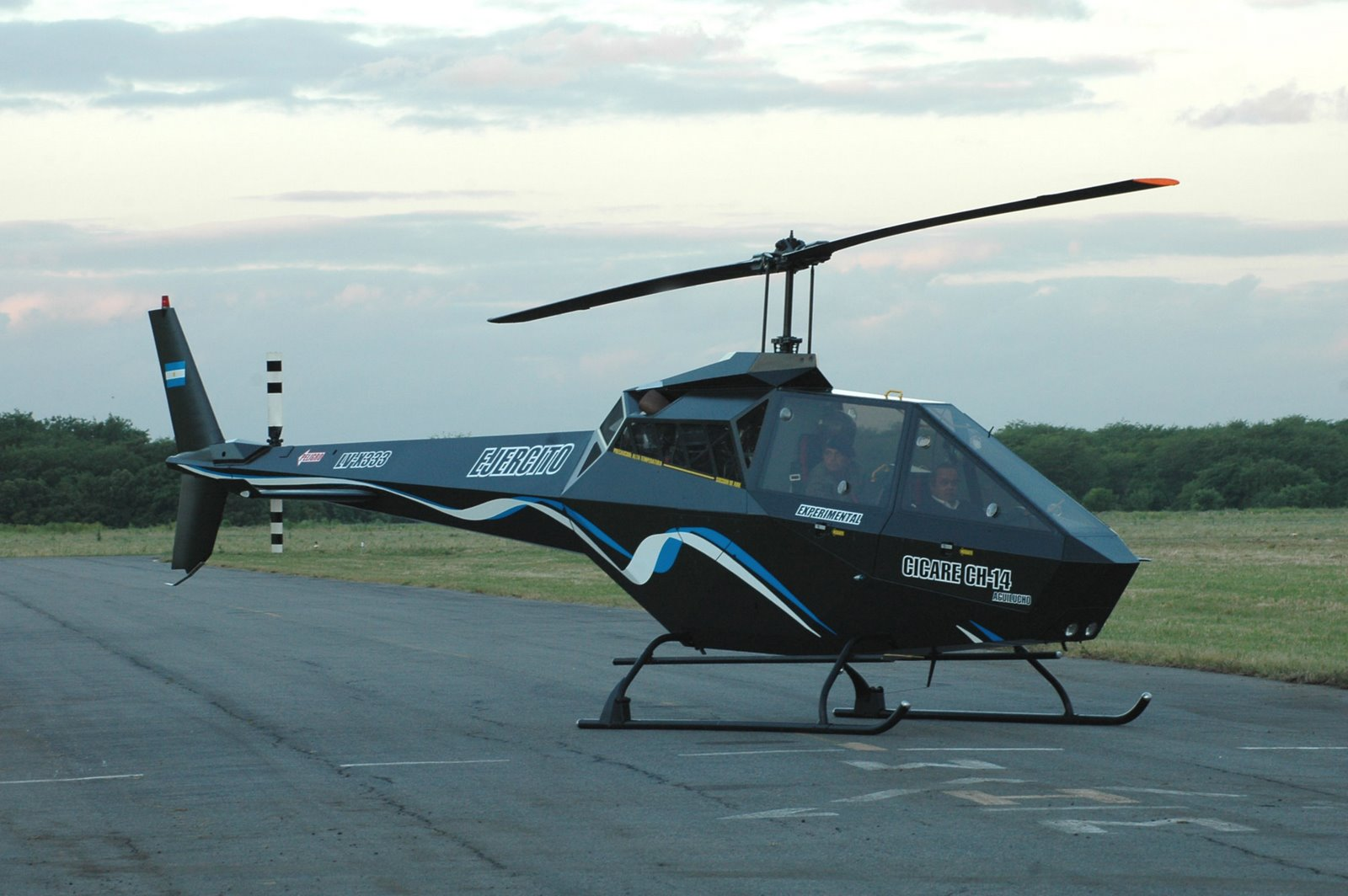
Cicare CH-14 Aguilucho на "Дне Армейской авиации" в Кампо-де-Майо в 2007, Аргентина.

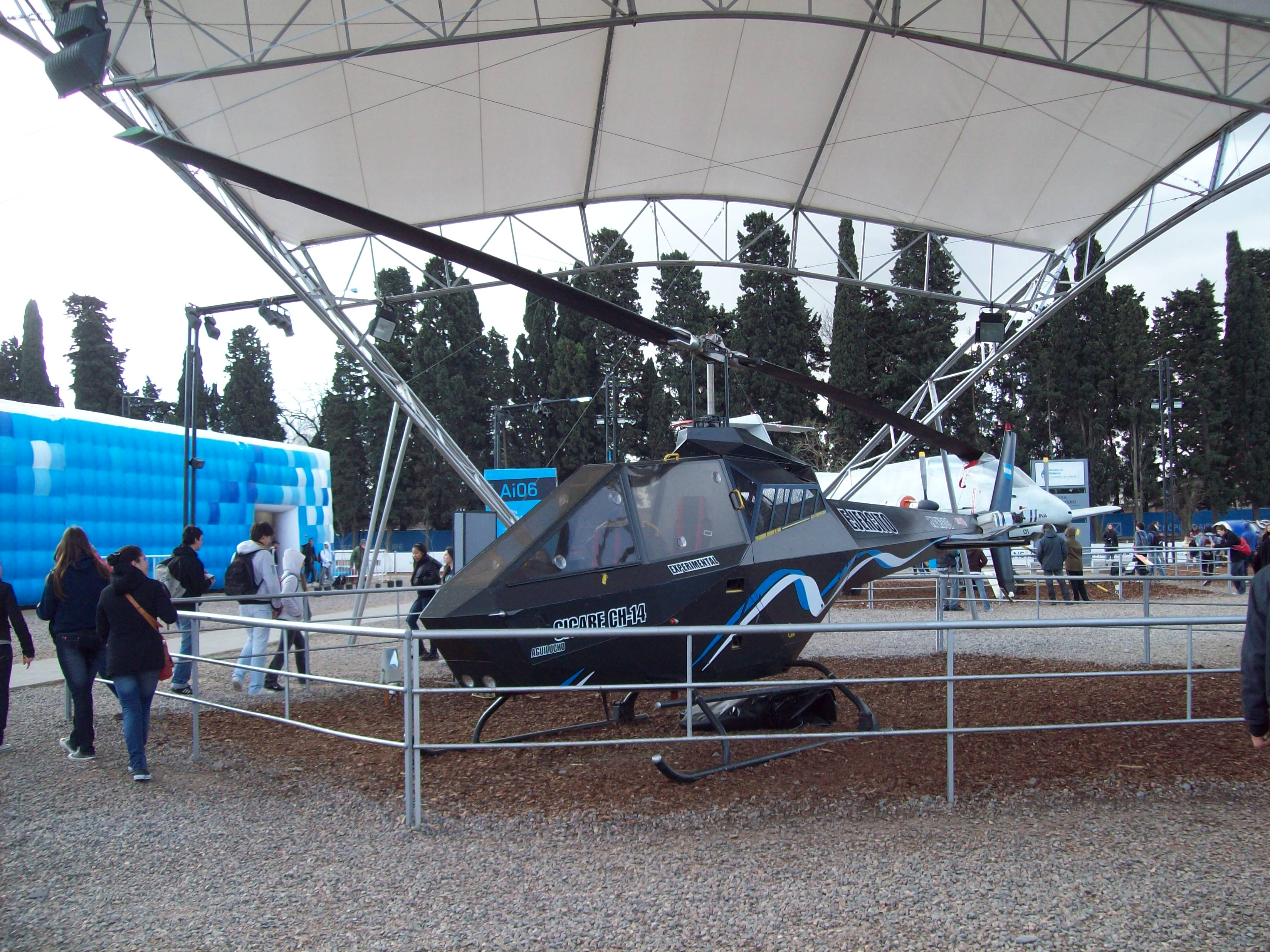
CH-14 на выставке Tecnópolis, 2011

Основана в 1970-х в Буэнос-Айресе Аугусто Сикаре. Производит гражданские и военные вертолёты, БПЛА, авиационные тренажёры для аргентинской армии. В прошлом производила авиационные двигатели. Первый успех пришёл в 1990-е с созданием спортивного вертолёта CH-7. В марте 2007 был представлен первый опытный образец лёгкого вертолёта Cicaré CH-14 Aguilucho для авиации аргентинской армии. 
18 марта 2010 года Сикаре представил публике Cicaré CH-7B и Cicaré CH-12